# Tokugawa Tsugutomo
Tokugawa Tsugutomo (徳川 継友, né le 25 mars 1692, mort le 5 janvier 1731) est un daimyo de l'époque d'Edo à la tête du domaine d'Owari. Durant le shogunat Tokugawa, le Japon se tient pratiquement à l'écart de tout contact avec le monde extérieur (sakoku) tandis que règne la paix à l'intérieur du pays.

## Source de la traduction
- (en) Cet article est partiellement ou en totalité issu de l’article de Wikipédia en anglais intitulé « Tokugawa Tsugutomo » (voir la liste des auteurs).